# Ganca
A ganca (gánica, chamulya) egy krumplikásaétel. Romániában, Salgótarján környékén és egész Somogy vármegyében ismert. Létezik édes és sós (hagymás) változata. Készülhet burgonyából, kukorica- vagy árpalisztből. Sűrű főzelék jellegűre főzik, túróval vagy pirított hagymával tálalják, néhol hagymás olajba mártott evőkanállal galuskákat szaggatnak tepsibe, és sütőben megpirítják. Ízesítésre túró, tejföl, káposzta, író, tepertő, mák vagy lekvár használható.
Meghámozzuk a krumplit, kockára vágjuk, megfőzzük meg annyi vízben, amennyi éppen ellepi. A még a meleg vízben összetörjük. Rozsliszttel jól besűrítjük. Egy tepsiben olajon megpirított, apróra vágott vöröshagymát ráönttünk. A hagymás olajba belemártott masszából egy evőkanállal a  nagy galuskákat szaggatunk bele. meglocsoljuk a hagymás olajjal, és sütőben megpirítjuk.